# اکاتلان دو پرز فیگوروا
اکاتلان دو پرز فیگوروا (به اسپانیایی: Acatlán de Pérez Figueroa) در مکزیک است که در اوآخاکا واقع شده‌است.

## خصوصیات
اکاتلان دو پرز فیگوروا ۹۳۳٫۹ کیلومترمربع مساحت و ۴۲٬۳۴۷ نفر جمعیت دارد.

## نگارخانه

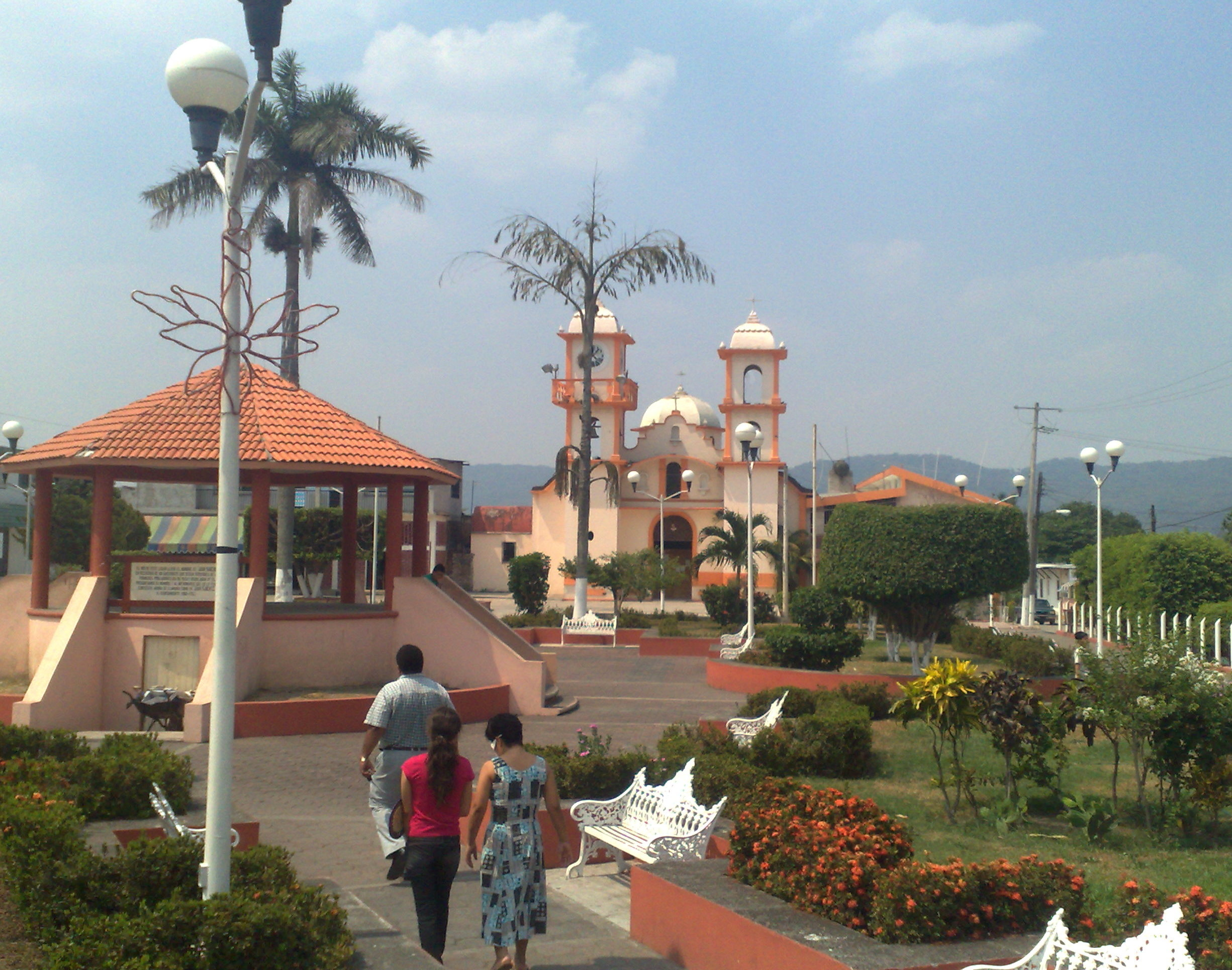
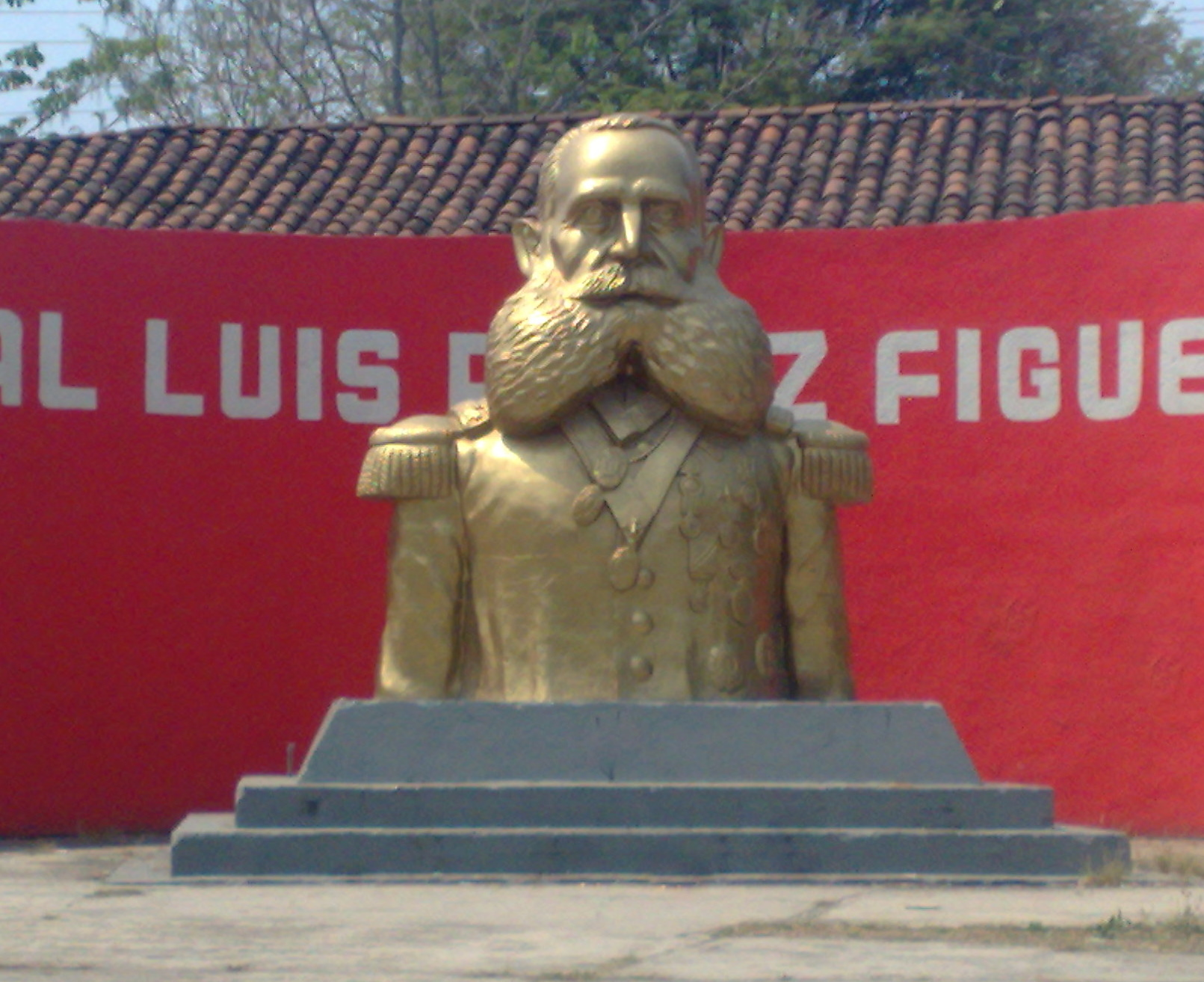
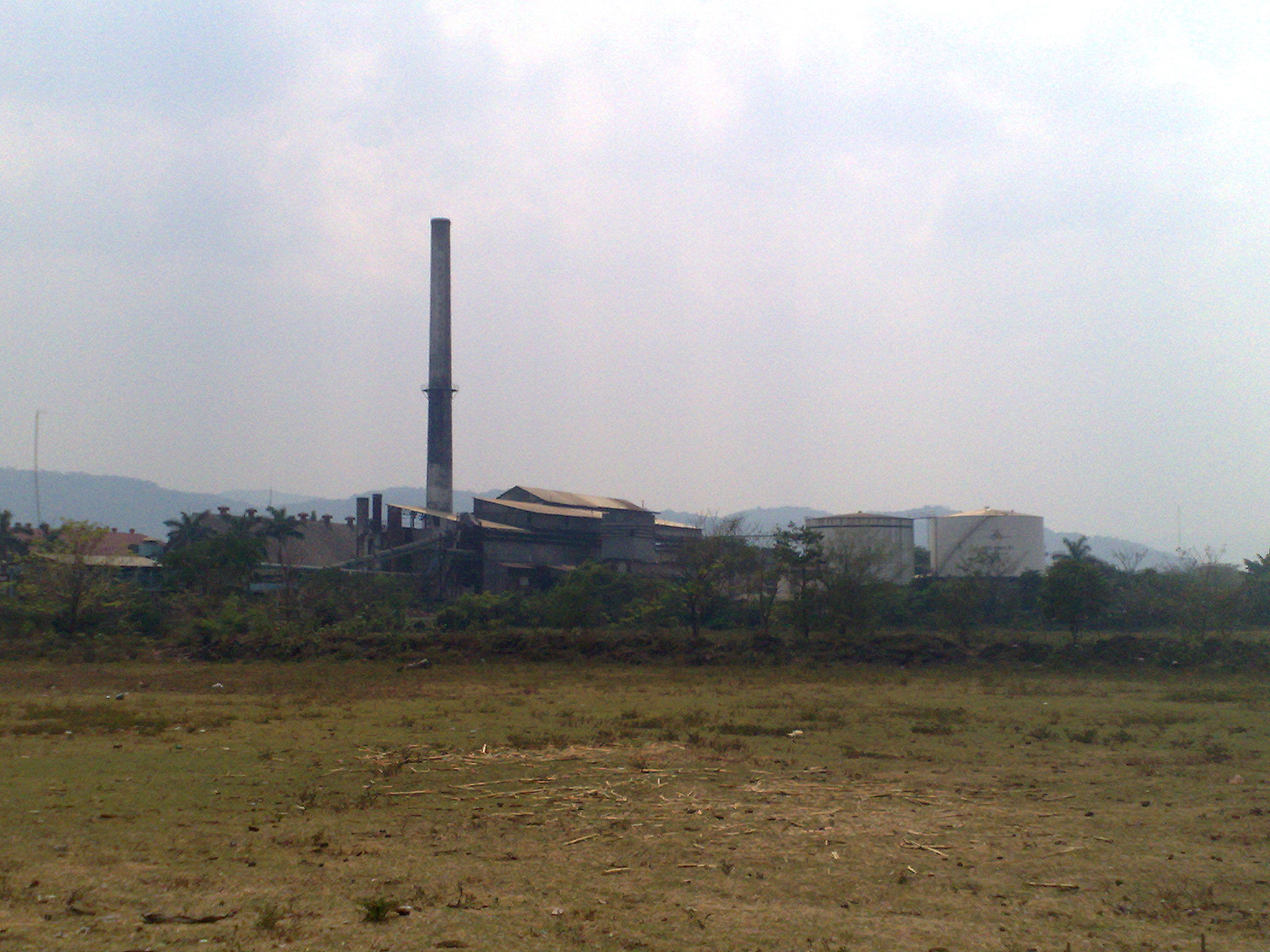